# Partido Comunista do Benim
O Partido Comunista do Benim (em francês:  Parti Communiste du Bénin) é um partido marxista-leninista do Benim, fundado em 1978 (com o nome de Partido Comunista do Daomé) e seguindo uma linha pró-albanesa. Durante da ditadura de Mathieu Kérékou, entre 1972 e 1991, e do seu Partido Popular Revolucionário do Benim (também marxista-leninista, mas de linha pró-soviética), terá sido o único partido da oposição a operar na clandestinidade.

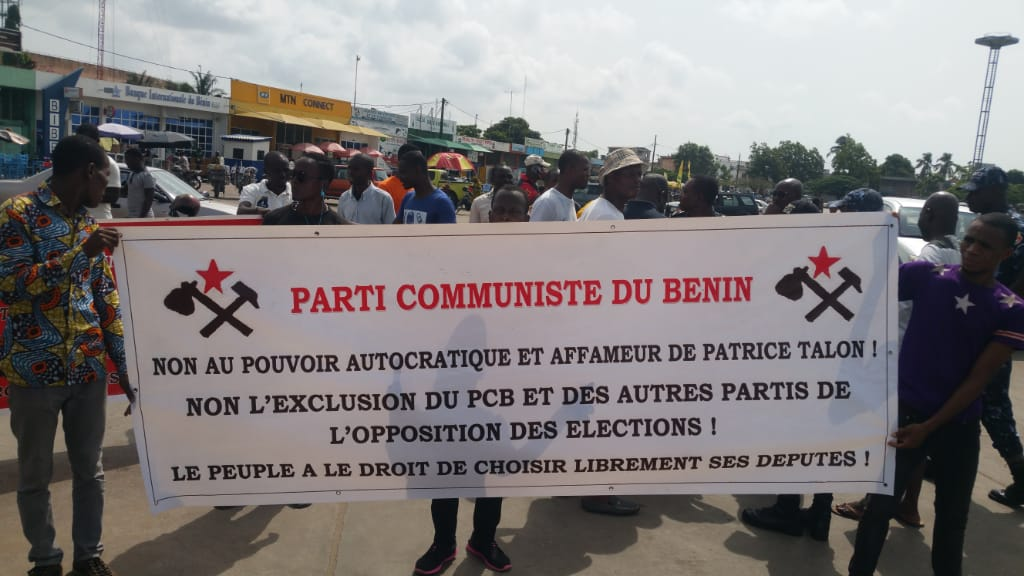
Membros do partido nos protestos no Bénin em 2019

O partido faz parte da Conferência Internacional de Partidos e Organizações Marxistas-Leninistas (Unidade e Luta) e tem como primeiro-secretário Philippe Noudjenoume. O PCB edita o jornal La Flamme.

## História
Em 1974, vários grupos revolucionários opostos ao regime militar criaram a Juventude Unida do Daomé, que é imediatamente proibida. Em 1976, foi criada a União Comunista do Daomé, que a 31 de dezembro de 1977 proclama a fundação do Partido Comunista do Daomé (o partido inicialmente recusava o nome "Benim", com que o governo militar havia re-batizado o anteriormente chamado Daomé).
O PCB foi a principal força de oposição organizada ao regime de Kérékou (que considerava "desviacionista militar-marxista"), tendo sobretudo organizado campanhas de desobediência civil nas zonas rurais, apelando ao não pagamento do imposto per capita. O partido editava o jornal En Avant, que era impresso no Canadá e distribuído clandestinamente no Benim.
O partido participou nos protestos de 1989 que levaram à queda do regime, mas recusou-se a participar na Conferência Nacional de 1990  (uma assembleia reunindo representantes do governo, da oposição, dos chefes tradicionais, etc., que procedeu à democratização do país). Só a 17 de setembro de 1993 o partido foi legalizado, usando atualmente o nome Partido Comunista do Benim.
Em 1998, Magloire Yansunnu foi expulso do partido, tendo criado o Partido Comunista Marxista-Leninista do Benim em 1999.

## Resultados eleitorais
Nas eleições legislativas de 1995, o PCB elegeu um deputado.
Nas presidenciais de 1996, o candidato do PCB, Pascal Fantodji teve 17,977 votos (1.08%).